# Style-F
Style-F（すたいるえふ）はかつて富士見書房が発行していたライトノベル系小説レーベルである。2007年6月に創刊。
文庫サイズではなく、ソフトカバーの形式で発売されていた。挿絵もないため、富士見ファンタジア文庫や富士見ミステリー文庫より上層向けとして扱われていた。
小説賞も新設される予定だったが、2010年6月の「聖戦のレギオスIII 終わりなき夜光群」を最後に発行されず、レーベルそのものが事実上廃止された。
現在ほとんど絶版になったが、雨木シュウスケ作品は富士見ファンタジア文庫で、上遠野浩平作品は星海社文庫でそれぞれ再版されている。

## Style-F作品一覧
- 雨木シュウスケ
  - レジェンド・オブ・レギオス
    - I リグザリオ洗礼（2007年7月）
    - II イグナシス覚醒（2007年12月）
    - III レギオス顕現（2008年9月）

  - 聖戦のレギオス
    - Ⅰ 眠りなき墓標群（2009年3月）
    - II 限りなき幻像群（2009年10月）
    - III 終わりなき夜光群（2010年6月）
- 彩坂美月 - 未成年儀式 （2009年8月）
- 上遠野浩平 - 騎士は恋情の血を流す（2009年8月）
- 小島てるみ - 最後のプルチネッラ（2008年4月）
- 小林めぐみ - 魔女を忘れてる（2007年7月）
- 田代裕彦 - 赤石沢教室の実験（2007年7月）
- 中村九郎 - 神様の悪魔か少年（2007年9月）
- 松野大介 - マイホーム・ソング　ひばりちゃんとうたうかあちゃん（2008年1月）

※その他、金澤慎太郎の毒さくらも2007年9月に刊行予定だった。